# Chromakopia: The World Tour
A Chromakopia: The World Tour Tyler, the Creator amerikai rapper hetedik headliner turnéja, a Chromakopia album népszerűsítésére. 2025. február 4-én kezdődött meg az Xcel Energy Centerben, Saint Paulban, Minnesotában, és 2025. szeptember 21-én ér véget az Araneta Coliseumban, Quezon Cityben, a Fülöp-szigeteken. Lil Yachty és a Paris Texas a nyitófellépők a turnén.

## Háttér
2024. október 23-ám, öt nappal következő albuma, a Chromakopia megjelenése előtt, Tyler bejelentett egy 64 koncertes turnét hivatalos közösségi média oldalain, Észak-Amerikában, Európában és Óceániában, Lil Yachtyval és a Paris Texasszal, mint nyitófellépők.
Október 30-án 17 további koncertet adtak a turnéhoz Los Angelesben, San Diegóban, Chicagóban, Bostonban, New Yorkban és Párizsban. Másnap további dátumokat kapott Amszterdam, London, Manchester, Glasgow és Newark is.
A turné kezdete előtt Tyler előadta az albumot kisebb koncerteken, például egy meglepetésszerű fellépésen Bostonban halloween közben, illetve eddigi legnagyobb kocnertjén a Camp Flog Gnaw Carnivalon, Los Angelesben. Perth és Melbourne is kapott további koncerteket november 19-én, majd 2025. február 26-án bejelentették az ázsiai koncerteket is. Március 12-én Quezon Cityben bejelentettek egy második koncertet.

## Színpadok

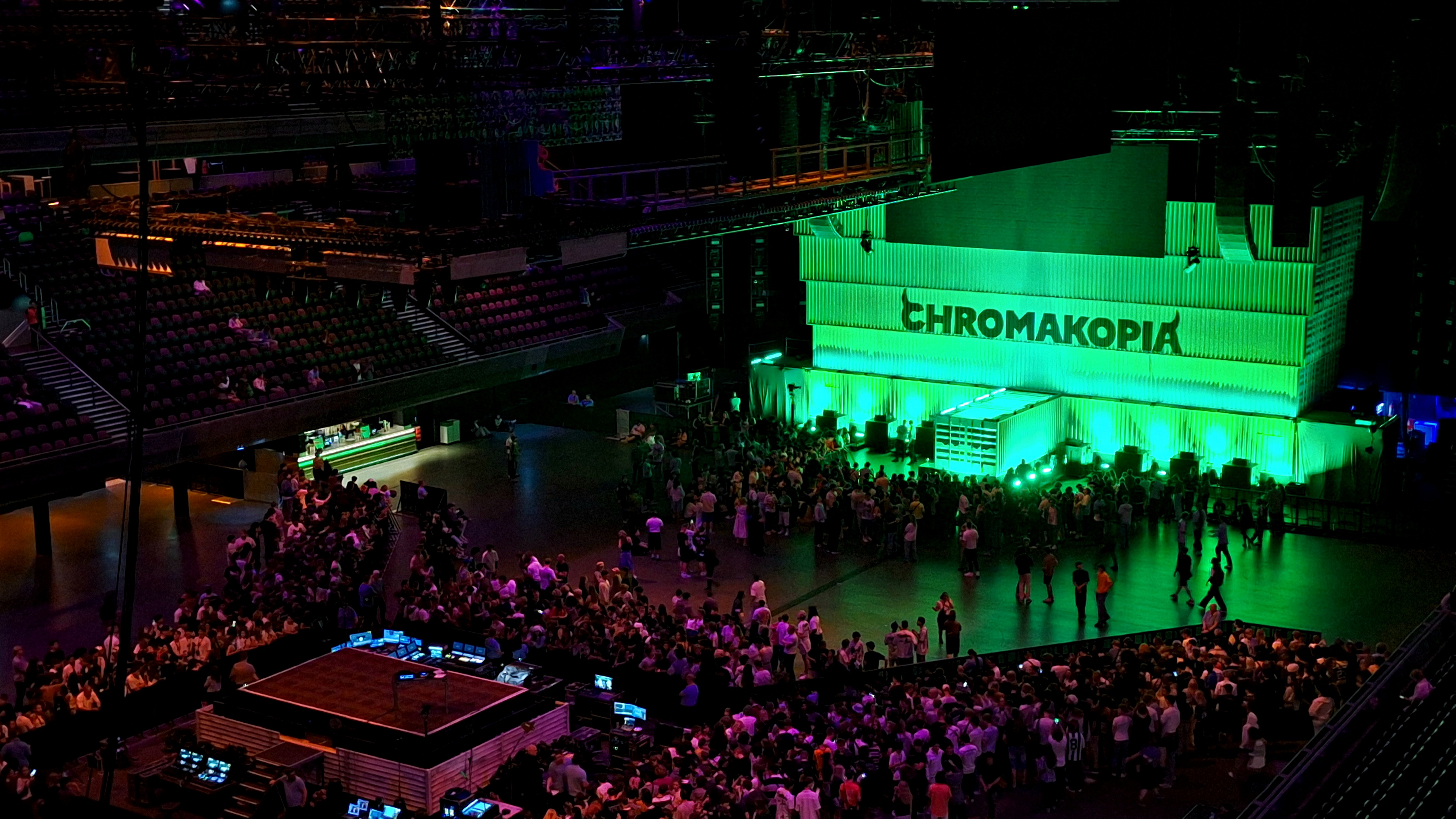
Az előadó által használt három színpad az egyik koncert előtt (a híd a plafonhoz rögzítve)

A turné közben az előadó három színpadot használt. A fő, Chromakopia színpadon nyitja és zárja a koncertet, amelyen egy felemelhető konténerszerű „függöny” mögül jelent meg. Ezt követte a híd (vagy „catwalk”), amely a koncert nagy részében a plafonhoz közel volt rögzítve, majd amikor az előadó színpadokat váltott, leereszkedett. A hídon két dalt adott elő, amelyet követően a lefedett B színpad (amelyet a nyitófellépők is használnak) felemelkedett a híd szintjére, és amíg Tyler átöltözött, egy ház szerepét vette fel a nézők között.
A B színpad egy nappaliként volt berendezve, egy lemezlejátszóval és egy kanapéval. Ezt a lemezlejátszót használta a koncertek egyes szakaszainak bemutatására, a Chromakopia előtti albumai között váltogatva. Ezen a színpadon töltötte általában a legtöbb időt. A koncert végén visszatért a fő színpadra.

## Dallista
A 2025. május 10-i krakkói koncert alapján.

### Nyitófellépők
Paris Texas
1. Panic!!!
2. Girls Like Drugs
3. Sean-Jared
4. Heavy Metal
5. Ismeretlen cím
6. infinyte
7. NüWhip
8. Force of Habit

Lil Yachty
1. The Black Seminole (rövidítve)
2. Gimme da Lite
3. Pretty
4. Pardon Me
5. NBAYOUNGBOAT
6. Flex Up
7. Yacht Club
8. Minnesota
9. Broccoli
10. iSpy
11. Strike (Holster)
12. Drive Me Crazy!
13. Poland (négyszer)

### Tyler, the Creator
| Fő színpad 1. St. Chroma 2. Rah Tah Tah 3. Noid 4. Darling, I 5. I Killed You 6. Judge Judy Híd 1. Sticky 2. Take Your Mask Off | B színpad 1. Tomorrow 2. Igor’s Theme (rövidítve) 3. Earfquake 4. A Boy Is a Gun (rövidítve) 5. I Think 6. Yonkers 7. Tron Cat 8. She 9. Tamale 10. Rusty 11. IFHY 12. Lumberjack 13. I Thought You Wanted to Dance (rövidítve) 14. Dogtooth 15. Sorry Not Sorry | Híd 1. Who Dat Boy 2. WusYaName Fő színpad 1. Thought I Was Dead 2. Like Him 3. See You Again 4. New Magic Wand 5. I Hope You Find Your Way Home |

## Koncertek
| Dátum (2025)   | Város             | Ország           | Helyszín                      | Nyitófellépő           | Nézőszám        | Bevétel     |
| -------------- | ----------------- | ---------------- | ----------------------------- | ---------------------- | --------------- | ----------- |
| február 4.     | Saint Paul        | Egyesült Államok | Xcel Energy Center            | Lil Yachty Paris Texas | 14 383 / 14 383 | $2 265 441  |
| február 6.     | Milwaukee         | Egyesült Államok | Fiserv Forum                  | Lil Yachty Paris Texas | 12 379 / 12 379 | $1 805 230  |
| február 8.     | Kansas City       | Egyesült Államok | T-Mobile Center               | Lil Yachty Paris Texas | 13 865 / 13 865 | $1 936 542  |
| február 11.    | Denver            | Egyesült Államok | Ball Arena                    | Lil Yachty Paris Texas | 13 526 / 13 526 | $2 123 903  |
| február 14.    | Los Angeles       | Egyesült Államok | Crypto.com Arena              | Lil Yachty Paris Texas | 77 683 / 77 683 | $12 133 669 |
| február 15.    | Los Angeles       | Egyesült Államok | Crypto.com Arena              | Lil Yachty Paris Texas | 77 683 / 77 683 | $12 133 669 |
| február 17.    | Los Angeles       | Egyesült Államok | Crypto.com Arena              | Lil Yachty Paris Texas | 77 683 / 77 683 | $12 133 669 |
| február 18.    | Los Angeles       | Egyesült Államok | Crypto.com Arena              | Lil Yachty Paris Texas | 77 683 / 77 683 | $12 133 669 |
| február 20.    | Los Angeles       | Egyesült Államok | Crypto.com Arena              | Lil Yachty Paris Texas | 77 683 / 77 683 | $12 133 669 |
| február 21.    | Los Angeles       | Egyesült Államok | Crypto.com Arena              | Lil Yachty Paris Texas | 77 683 / 77 683 | $12 133 669 |
| február 23.    | Sacramento        | Egyesült Államok | Golden 1 Center               | Lil Yachty Paris Texas | 13 889 / 13 889 | $2 356 445  |
| február 24.    | Oakland           | Egyesült Államok | Oakland Arena                 | Lil Yachty Paris Texas | 14 136 / 14 136 | $2 587 856  |
| február 26.    | Portland          | Egyesült Államok | Moda Center                   | Lil Yachty Paris Texas | 13 554 / 13 554 | $1 955 284  |
| február 28.    | Vancouver         | Kanada           | Rogers Arena                  | Lil Yachty Paris Texas | 14 298 / 14 298 | $1 841 962  |
| március 2.     | Seattle           | Egyesült Államok | Climate Pledge Arena          | Lil Yachty Paris Texas | —               | —           |
| március 3.     | Seattle           | Egyesült Államok | Climate Pledge Arena          | Lil Yachty Paris Texas | —               | —           |
| március 5.     | San Francisco     | Egyesült Államok | Chase Center                  | Lil Yachty Paris Texas | —               | —           |
| március 7.     | Paradise          | Egyesült Államok | MGM Grand Garden Arena        | Lil Yachty Paris Texas | —               | —           |
| március 9.     | San Diego         | Egyesült Államok | Pechanga Arena                | Lil Yachty Paris Texas | —               | —           |
| március 10.    | San Diego         | Egyesült Államok | Pechanga Arena                | Lil Yachty Paris Texas | —               | —           |
| március 12.    | Phoenix           | Egyesült Államok | Footprint Center              | Lil Yachty Paris Texas | —               | —           |
| március 15.    | Austin            | Egyesült Államok | Moody Center                  | Lil Yachty Paris Texas | —               | —           |
| március 16.    | Austin            | Egyesült Államok | Moody Center                  | Lil Yachty Paris Texas | —               | —           |
| március 17.    | Dallas            | Egyesült Államok | American Airlines Center      | Lil Yachty Paris Texas | —               | —           |
| március 19.    | Houston           | Egyesült Államok | Toyota Center                 | Lil Yachty Paris Texas | —               | —           |
| március 21.    | Atlanta           | Egyesült Államok | State Farm Arena              | Lil Yachty Paris Texas | —               | —           |
| március 22.    | Orlando           | Egyesült Államok | Kia Center                    | Lil Yachty Paris Texas | —               |             |
| március 24.    | Miami             | Egyesült Államok | Kaseya Center                 | Lil Yachty Paris Texas | —               | —           |
| március 26.    | Charlotte         | Egyesült Államok | Spectrum Center               | Lil Yachty Paris Texas | —               |             |
| március 28.    | Pittsburgh        | Egyesült Államok | PPG Paints Arena              | Lil Yachty Paris Texas | —               | —           |
| március 29.    | Columbus          | Egyesült Államok | Value City Arena              | Lil Yachty Paris Texas | —               | —           |
| április 1.     | Washington, D.C.  | Egyesült Államok | Capital One Arena             | Lil Yachty Paris Texas | —               | —           |
| április 25.    | Antwerpen         | Belgium          | Sportpaleis                   | Lil Yachty Paris Texas | —               | —           |
| április 27.    | Párizs            | Franciaország    | Accor Arena                   | Lil Yachty Paris Texas | —               | —           |
| április 28.    | Párizs            | Franciaország    | Accor Arena                   | Lil Yachty Paris Texas | —               | —           |
| április 30.    | Assago            | Olaszország      | Unipol Forum                  | Lil Yachty Paris Texas | —               | —           |
| május 1.       | Zürich            | Svájc            | Hallenstadion                 | Lil Yachty Paris Texas | —               | —           |
| május 2.       | Frankfurt am Main | Németország      | Festhalle                     | Lil Yachty Paris Texas | —               | —           |
| május 4.       | Köln              | Németország      | Lanxess Arena                 | Lil Yachty Paris Texas | —               | —           |
| május 6.       | Oslo              | Norvégia         | Spektrum                      | Lil Yachty Paris Texas | —               | —           |
| május 7.       | Koppenhága        | Dánia            | Royal Arena                   | Lil Yachty Paris Texas | —               | —           |
| május 9.       | Prága             | Csehország       | O2 Arena                      | Lil Yachty Paris Texas | —               | —           |
| május 10.      | Krakkó            | Lengyelország    | Tauron Arena                  | Lil Yachty Paris Texas | —               | —           |
| május 12.      | Berlin            | Németország      | Uber Arena                    | Lil Yachty Paris Texas | —               | —           |
| május 14.      | Amszterdam        | Hollandia        | Ziggo Dome                    | Lil Yachty Paris Texas | —               | —           |
| május 15.      | Amszterdam        | Hollandia        | Ziggo Dome                    | Lil Yachty Paris Texas | —               | —           |
| május 17.      | Birmingham        | Anglia           | Utilita Arena                 | Lil Yachty Paris Texas | —               | —           |
| május 19.      | London            | Anglia           | O2 Aréna                      | Lil Yachty Paris Texas | —               | —           |
| május 21.      | London            | Anglia           | O2 Aréna                      | Lil Yachty Paris Texas | —               | —           |
| május 22.      | London            | Anglia           | O2 Aréna                      | Lil Yachty Paris Texas | —               | —           |
| május 24.      | Dublin            | Írország         | 3Arena                        | Lil Yachty Paris Texas | —               | —           |
| május 25.      | Dublin            | Írország         | 3Arena                        | Lil Yachty Paris Texas | —               | —           |
| május 27.      | Manchester        | Anglia           | Co-op Live                    | Lil Yachty Paris Texas | —               | —           |
| május 28.      | Manchester        | Anglia           | Co-op Live                    | Lil Yachty Paris Texas | —               | —           |
| május 30.      | Glasgow           | Skócia           | OVO Hydro                     | Lil Yachty Paris Texas | —               | —           |
| május 31.      | Glasgow           | Skócia           | OVO Hydro                     | Lil Yachty Paris Texas | —               | —           |
| június 6.      | New York          | Egyesült Államok | Flushing Meadows-Corona Park  | N/A                    | N/A             | N/A         |
| június 13.     | Manchester        | Egyesült Államok | Great Stage Park              | N/A                    | N/A             | N/A         |
| június 27.     | Cincinnati        | Egyesült Államok | Heritage Bank Center          | Lil Yachty Paris Texas | —               | —           |
| június 28.     | Cleveland         | Egyesült Államok | Rocket Arena                  | Lil Yachty Paris Texas | —               | —           |
| június 30.     | Chicago           | Egyesült Államok | United Center                 | Lil Yachty Paris Texas | —               | —           |
| július 1.      | Chicago           | Egyesült Államok | United Center                 | Lil Yachty Paris Texas | —               | —           |
| július 3.      | Detroit           | Egyesült Államok | Little Caesars Arena          | Lil Yachty Paris Texas | —               | —           |
| július 5.      | Philadelphia      | Egyesült Államok | Wells Fargo Center            | Lil Yachty Paris Texas | —               | —           |
| július 6.      | Philadelphia      | Egyesült Államok | Wells Fargo Center            | Lil Yachty Paris Texas | —               | —           |
| július 8.      | Boston            | Egyesült Államok | TD Garden                     | Lil Yachty Paris Texas | —               | —           |
| július 9.      | Boston            | Egyesült Államok | TD Garden                     | Lil Yachty Paris Texas | —               | —           |
| július 11.     | Baltimore         | Egyesült Államok | CFG Bank Arena                | Lil Yachty Paris Texas | —               | —           |
| július 12.     | Raleigh           | Egyesült Államok | Lenovo Center                 | Lil Yachty Paris Texas | —               | —           |
| július 14.     | New York          | Egyesült Államok | Madison Square Garden         | Lil Yachty Paris Texas | —               | —           |
| július 15.     | New York          | Egyesült Államok | Madison Square Garden         | Lil Yachty Paris Texas | —               | —           |
| július 17.     | New York          | Egyesült Államok | Barclays Center               | Lil Yachty Paris Texas | —               | —           |
| július 18.     | New York          | Egyesült Államok | Barclays Center               | Lil Yachty Paris Texas | —               | —           |
| július 22.     | Montréal          | Kanada           | Bell Centre                   | Lil Yachty Paris Texas | —               | —           |
| július 24.     | Toronto           | Kanada           | Scotiabank Arena              | Lil Yachty Paris Texas | —               | —           |
| július 25.     | Toronto           | Kanada           | Scotiabank Arena              | Lil Yachty Paris Texas | —               | —           |
| július 27.     | Newark            | Egyesült Államok | Prudential Center             | Lil Yachty Paris Texas | —               | —           |
| július 28.     | Newark            | Egyesült Államok | Prudential Center             | Lil Yachty Paris Texas | —               | —           |
| július 31.     | Chicago           | Egyesült Államok | Grant Park                    | N/A                    | N/A             | N/A         |
| augusztus 2.   | Montréal          | Kanada           | Parc Jean-Drapeau             | N/A                    | N/A             | N/A         |
| augusztus ?.   | San Francisco     | Egyesült Államok | Golden Gate Park              | N/A                    | N/A             | N/A         |
| augusztus 18.  | Auckland          | Új-Zéland        | Spark Arena                   | Lil Yachty Paris Texas | —               | —           |
| augusztus 20.  | Melbourne         | Ausztrália       | Rod Laver Arena               | Lil Yachty Paris Texas | —               | —           |
| augusztus 22.  | Melbourne         | Ausztrália       | Rod Laver Arena               | Lil Yachty Paris Texas | —               | —           |
| augusztus 23.  | Melbourne         | Ausztrália       | Rod Laver Arena               | Lil Yachty Paris Texas | —               | —           |
| augusztus 24.  | Melbourne         | Ausztrália       | Rod Laver Arena               | Lil Yachty Paris Texas | —               | —           |
| augusztus 26.  | Sydney            | Ausztrália       | Qudos Bank Arena              | Lil Yachty Paris Texas | —               | —           |
| augusztus 27.  | Sydney            | Ausztrália       | Qudos Bank Arena              | Lil Yachty Paris Texas | —               | —           |
| augusztus 28.  | Sydney            | Ausztrália       | Qudos Bank Arena              | Lil Yachty Paris Texas | —               | —           |
| augusztus 30.  | Brisbane          | Ausztrália       | Brisbane Entertainment Centre | Lil Yachty Paris Texas | —               | —           |
| augusztus 31.  | Brisbane          | Ausztrália       | Brisbane Entertainment Centre | Lil Yachty Paris Texas | —               | —           |
| szeptember 4.  | Perth             | Ausztrália       | RAC Arena                     | Lil Yachty Paris Texas | —               | —           |
| szeptember 5.  | Perth             | Ausztrália       | RAC Arena                     | Lil Yachty Paris Texas | —               | —           |
| szeptember 9.  | Tokió             | Japán            | Ariake Arena                  | Paris Texas            | —               | —           |
| szeptember 13. | Kojang            | Dél-Korea        | KINTEX Hall 10                | Paris Texas            | —               | —           |
| szeptember 16. | Pakkret           | Thaiföld         | Impact Arena                  | Paris Texas            | —               | —           |
| szeptember 20. | Quezon City       | Fülöp-szigetek   | Araneta Coliseum              | Paris Texas            | —               | —           |
| szeptember 21. | Quezon City       | Fülöp-szigetek   | Araneta Coliseum              | Paris Texas            | —               | —           |

### Lemondott koncertek
| Dátum            | Város       | Ország | Helyszín            | Indok | For.   |
| ---------------- | ----------- | ------ | ------------------- | --- | ------ |
| 2025. április 6. | Mexikóváros | Mexikó | Parque Bicentenario | A fesztivál második napját felfüggesztették, miután két fényképész meghalt egy építmény összeomlása után. | [ 22 ] |